# غوتين
غوتين هو أخو غوهان، وهو الطفل الثاني سون غوكو و تشي تشي، و أحد الشخصيات الرئيسية في إنمي دراغون بول زد ودراغون بول سوبر يتميز غوتين بالقوة الهائلة خاصة مع حداثة سنه في الإنمي و هو يشبه والده سون غوكو كثيرًا بالشكل الخارجي و شكل الشعر.
غوتن لم يرَ والده حتى بلغ السابعة لذلك كان سون غوهان هو من يعتني به و يدربه وفي التدريب اكتشف غوهان القوة المذهلة لغوتين حين استطاع التحول إلى السوبر ساياجين قبل تعلمه الطيران، وقد علمه غوهان كيفية أداء الكامي هامي ها. وشارك غوتين في بطولة تينكاتشي بودوكاي ال 25 وحلَّ في المركز الثاني بعد ترانكس ابن فيجيتا الذي يكبُره بعام واحد.
و قد شكل كل من غوتين و ترانكس ثنائيا مذهلا خاصَّة عند اندماجهما، فقد ساعدا بالتصدي لماجين بو.
و في دراغون بول سوبر لم يقاتل غوتين إلا نسخة فيجيتا التي تشكلت من الماء الخارق الذي امتص طاقة فيجيتا.